# Gwiazdozbiór Smoka
Smok (łac. Draco, dop. Draconis, skrót Dra) – znana już wielu starożytnym kulturom konstelacja dalekiej północy, ósma pod względem zajmowanej powierzchni. Liczba gwiazd widocznych nieuzbrojonym okiem wynosi około 80. W Polsce widoczna przez cały rok, najlepiej oglądać ją podczas cieplejszych miesięcy. Jedna z najdawniej nazwanych i najciekawszych konstelacji nieba północnego. Rozciąga się wokół Małej Niedźwiedzicy – począwszy od gwiazdozbioru Cefeusza i Herkulesa, a skończywszy na Wielkiej Niedźwiedzicy. W gwiazdozbiorze, w miejscu o współrzędnych 18h 00m +66½°, znajduje się północny biegun ekliptyki.

## Pochodzenie nazwy

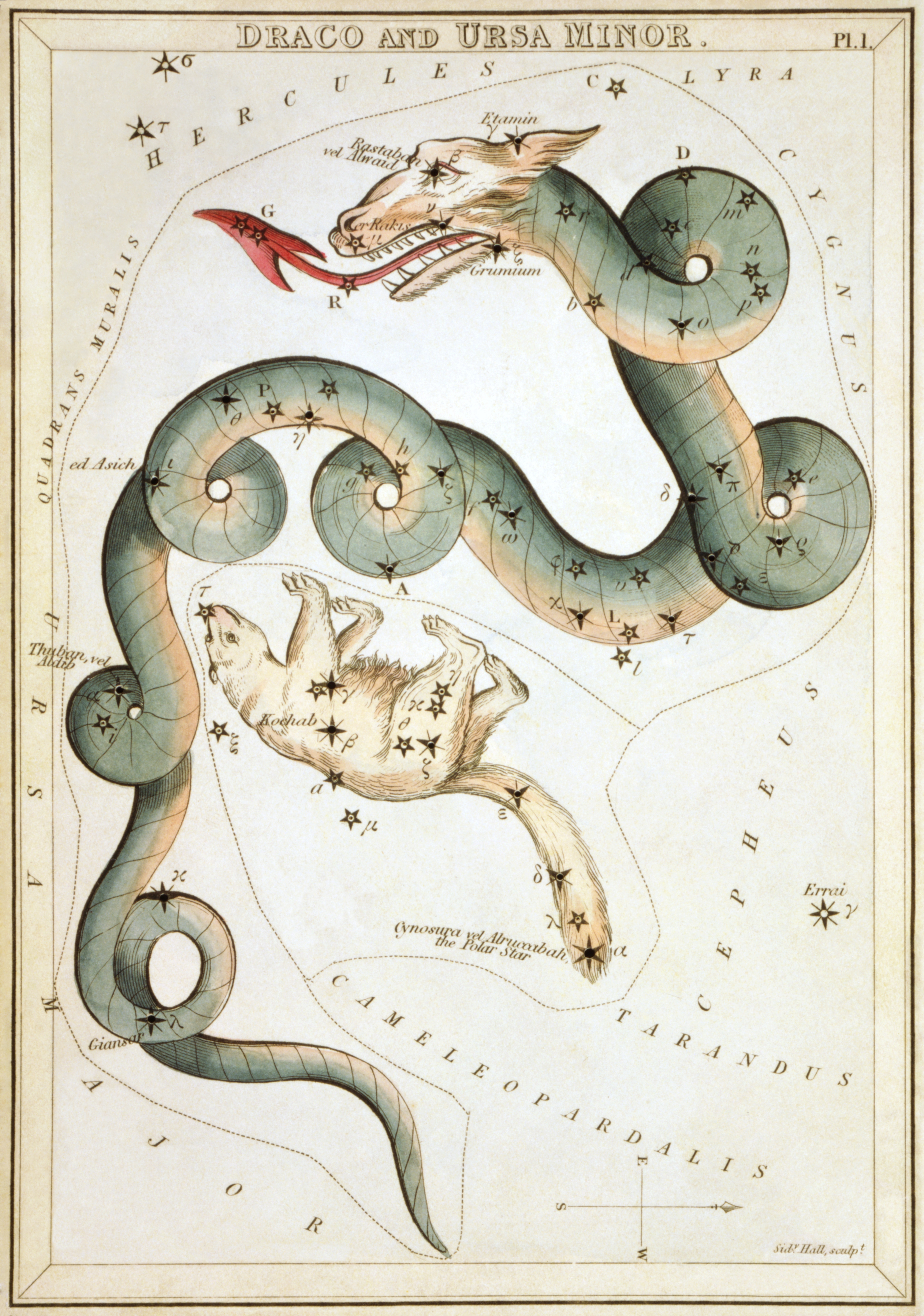
Ilustracja Sidneya Halla

Smoki występują w wielu starożytnych mitach.
Nazwa jest ściśle związana z mitologiczną opowieścią o dwunastu pracach Heraklesa. Jedno z zadań polegało na wykradnięciu z ogrodu Hesperyd złotych jabłek, które Gaja podarowała Herze w czasie ślubu z Zeusem. Strażnikiem wyznaczonym przez Herę do pilnowania tego podarunku był potężny smok o stu głowach – Ladon. Zwykł on owijać się wokół pnia drzewa, zagradzając drogę do niego. Herakles przy wykonywaniu tej pracy skorzystał z pomocy Atlasa – tytana. Karą Atlasa za udział w tytanomachii był obowiązek utrzymywania na swoich barkach całej kuli ziemskiej. Herakles zaproponował Atlasowi, że w ramach rewanżu za pewną przysługę na jakiś czas go zastąpi. heros chciał, aby to Atlas przyniósł mu złote jabłka z ogrodu Hesperyd, a tytan przystał na te warunki. Pozostał jeszcze problem strażnika drzewa, jednak i z nim herosowi udało się uporać – strzała z jego łuku przeleciała ponad murem i śmiertelnie trafiła smoka. Atlas, po przekazaniu kuli ziemskiej Heraklesowi, mógł wtedy bez obaw udać się do ogrodu po złote jabłka. Gdy Hera dowiedziała się o losie Ladona, bolejąc po jego stracie, umieściła jego wizerunek na niebie, blisko bieguna. Na niektórych starych mapach nieba można zobaczyć oba gwiazdozbiory: Heraklesa (Herkulesa) i Smoka, przy czym Herakles swoją lewą nogę trzyma na głowie smoka. W innej wersji smok, który nie zasypiał, pilnował Złotego Runa; Jazonowi udało się ukraść skarb po uśpieniu smoka.
Przeważnie kojarzona z potworem reprezentującym siły chaosu, sprzeciwiające się uznanym bogom. W Babilonii była to Tiamat.
Starożytna chińska astrologia lokalizowała gwiazdozbiór Smoka między Małą i Wielką Niedźwiedzicą. Był utożsamiany z pozytywną siłą sprawczą.

## Gwiazdy Smoka
Mimo że to jeden z najstarszych i największych gwiazdozbiorów, nie jest szczególnie wyraźny. Najjaśniejsze gwiazdy konstelacji mają wielkość gwiazdową rzędu 2m. Bardzo charakterystyczną cechą Smoka jest wyraźny łuk biegnący między Małą i Wielką Niedźwiedzicą – zakończony głową smoka utworzoną z gwiazd Rastaban, Eltanin, Kuma i Grumium, mały czworobok w pobliżu Liry.
- α Dra (Thuban), której nazwa jest arabskim odpowiednikiem smoka, była gwiazdą polarną. Około 2700 r. p.n.e. znajdowała się 1,5° od północnego bieguna niebieskiego (przesuwanie się bieguna nieba jest związane ze zjawiskiem precesji osi ziemskiej). W tym właśnie czasie Egipcjanie budowali piramidy. Archeolodzy badający najsłynniejszą z nich – piramidę Cheopsa odkryli, że jeden z korytarzy w jej wnętrzu był zbudowany tak, aby wskazywać właśnie Thuban, czyli ówczesny biegun północny[3]. Niebieskobiały olbrzym czwartej wielkości leżący w odległości 309 lat świetlnych[2].
- ν Dra to łatwo dostrzegalna przez lornetkę gwiazda podwójna, wyglądająca jak światła samochodu, o białych składnikach znajdujących się w odległości około 1′ łuku od siebie, łatwych do rozdzielenia w najprostszym teleskopie. Znajduje się w odległości 100 lat świetlnych[2].
- Gwiazdy 16 i 17 Draconis są bardzo podobne i leżą w odległości 90″ łuku od siebie. Teleskop przekształca tę białą parę w trio, ponieważ ukazuje ich żółtawego towarzysza zaledwie 3,4″ łuku od 17 Smoka. Odległość od Słońca wynosi 400 lat świetlnych[2].
- Podobnym układem jest 39 Draconis; obserwowany małym teleskopem wydaje się podwójny, lecz przy dużym powiększeniu jaśniejszy składnik rozdziela się na bliską parę gwiazd piątej i ósmej wielkości[4].
- 40 i 41 Draconis stanowią układ podwójny, nadający się do obserwacji przez lornetkę[3]. Para pomarańczowych karłów znajdujących się w odległości około 170 lat świetlnych[2].
- Przez mały teleskop można zobaczyć wyraźnie żółtawą gwiazdę podwójną Psi (ψ) Smoka (Dziban). Odległość od Słońca wynosi 72 lata świetlne. Gwiazdy można rozdzielić za pomocą małego teleskopu, a nawet lornetki[2].
- β Dra (Rastaban) – jasność 2,79m, żółty olbrzym położony w odległości 362 lat świetlnych[2].
- γ Dra (Eltanin, „głowa smoka”) – jasność 2,24m, najjaśniejsza w gwiazdozbiorze. Pomarańczowy olbrzym odległy o 148 lat świetlnych od Słońca. Obserwując tę gwiazdę, angielski astronom James Bradley odkrył w 1728 roku zjawisko aberracji światła[2].
- μ Dra (Alrakis) to układ podwójny położony w odległości 88 lat świetlnych od Słońca, złożony z bliskich sobie białych gwiazd. Okrążają środek masy z okresem 670 lat. Obecnie składniki oddalają się od siebie i coraz łatwiej je rozdzielić w teleskopach o małej aperturze i dużym powiększeniu[2].
- ο Dra – układ składający się z dwóch gwiazd o różnych jasnościach i kolorach. Znajduje się w odległości 322 lat świetlnych. Towarzysz pomarańczowego olbrzyma jest widoczny przez mały teleskop[2].
- Pośród gwiazd zmiennych wyróżnia się R Draconis. Jest to gwiazda typu Mira, co oznacza, że charakteryzuje ją pulsacja całego obiektu. Okres zmienności wynosi 245,6 dni[3].

## Interesujące obiekty
- NGC 6543 – mgławica planetarna o jasności 8,8m, a rozmiary kątowe około 5′, zwana Mgławicą Kocie Oko (jedna z najjaśniejszych). To skomplikowana mgławica dostarczająca wielu informacji na temat procesów dynamicznych, które występują pod koniec życia gwiazdy. Położona jest niemal dokładnie w biegunie ekliptyki, a więc w miejscu, które nie podlega ruchowi precesyjnemu. Mgławica ta bardzo ładnie prezentuje się w teleskopie, w którym przy dobrych warunkach uda się dostrzec zielonkawe zabarwienie[5].
- Zaledwie 9′ łuku na wschód od NGC 6543 znajduje się galaktyka spiralna z poprzeczką NGC 6552[1].
- NGC 4125, galaktyka eliptyczna typ E, jasność 10,6m.
- NGC 4236, galaktyka spiralna z poprzeczką typ Sb, jasność 9,7m.
- Galaktyka soczewkowata NGC 5866 jest przykładem galaktyki skierowanej krawędzią dysku do obserwatora. 20-centymetrowy reflektor pokazuje nieco wydłużone wrzeciono, jaśniejsze w centrum, jakby miniaturę M104 w Pannie (NGC 5866 czasami nazywana jest M102, ale większość autorów uważa, że M102 to pomyłkowo skatalogowana powtórna obserwacja M101)[1]. Jest oddalona o 44 miliony lat świetlnych od Słońca[3].
- Galaktyka spiralna NGC 5907, widziana z boku Galaktyka Drzazga typ Sc. W 20-centymetrowym teleskopie widać bardzo cienką igłę bladego światła z niewielką centralną kondensacją[1][6].
- Sampler składa się z NGC 5981 (upstrzonej światełkami galaktyki widzianej z boku), NGC 5982 (galaktyki eliptycznej) i NGC 5985 (widzianej z przodu spirali), przy czym wszystkie znajdują się w jednym polu widzenia[1]. Grupa rozciąga się na obszar odpowiadający rozmiarami wielkości połowy Księżyca w pełni. Astronomowie odkryli, że spiralna galaktyka NGC 5985 wykazuje dużą aktywność w niektórych zakresach obserwowanej długości fali. Dzięki tym badaniom sklasyfikowano tę galaktykę jako aktywną typu Seyferta, w centrum której znajduje się supermasywna czarna dziura[3].
- Obiekt Abell 2218, bardzo masywna i ciasna gromada galaktyk. Zachowuje się jak optyczna soczewka, uginająca i skupiająca światło pochodzące od obiektów znajdujących się za nią. Wykonane przez Kosmiczny Teleskop Hubble’a spektakularne zdjęcia przedstawiają rozmyte wielokrotnie obrazy galaktyk znajdujących się za Abell 2218. Sama grupa oddalona jest od Słońca o około trzy miliardy lat świetlnych, ale dzięki niej astronomowie są w stanie obserwować galaktyki znajdujące się znacznie dalej[3].

## Drakonidy
Blisko południowej granicy gwiazdozbioru usytuowany jest radiant Drakonidów o maksimum aktywności 8 października. Zwykle obserwuje się zaledwie kilka powolnych meteorów w ciągu godziny, jednak wielokrotnie objawiały się jako „deszcz”, do 1000 meteorów w ciągu godziny (1933 rok). Jako pozostałość po komecie 21P/Giacobini-Zinner, rój ten bywa nazywany Giacobinidami. Charakteryzuje się zmienną obfitością maksimum aktywności i może sprawić niespodziankę w postaci wybuchów aktywności liczącej kilkaset przelotów w ciągu godziny. Daje o sobie znać także w styczniu, marcu i wrześniu.